# Stenobracon commensalis
Stenobracon commensalis är en stekelart som först beskrevs av Joseph Charles Bequaert 1916.  Stenobracon commensalis ingår i släktet Stenobracon och familjen bracksteklar. Inga underarter finns listade i Catalogue of Life.